# Танака, Хиромити
Хиромити Танака (яп. 田中 弘道 Танака Хиромити, 7 января 1962) — японский геймдизайнер, продюсер, режиссёр. На данный момент занимает должность старшего вице-президента Square Enix (в прошлом Square) и является главой третьего производственного отдела этой компании. Наиболее известен по руководству разработкой массовой многопользовательской ролевой онлайн-игры Final Fantasy XI, а также аналогичной деятельностью при создании Final Fantasy XIV. В послужном списке Танаки довольно много популярных игр, дизайн самых первых частей серии Final Fantasy, участие в таких проектах как Xenogears, Chrono Cross, Threads of Fate. Один из самых успешных его проектов — ремейк Final Fantasy III для карманной системы Nintendo DS, очень популярная игра, продажи которой в США и Японии превысили 1,5 млн копий.
В 1983 году Танака вместе с Хиронобу Сакагути покинул Национальный университет Иокогамы, чтобы приступить к работе в недавно образовавшейся игровой компании Square. Вместе с Сакагути и Кадзухико Аоки долго возглавлял отдел планирования и разработки компании.

## Игры
- The Death Trap (программист)
- Genesis (продюсер, сценарист, дизайнер)
- Alpha
- Suishō no Dragon
- Yokohama Minato Renzoku Satsujin Jiken
- Final Fantasy (дизайнер)
- Final Fantasy II (дизайнер)
- Final Fantasy III (дизайнер)
- Final Fantasy Legend II (данные)
- Secret of Mana (продюсер, сценарист, дизайнер)
- Seiken Densetsu 3 (режиссёр)
- Xenogears (продюсер, дизайнер сражений)
- Chrono Cross (продюсер, дизайнер сражений)
- Threads of Fate (продюсер)
- Final Fantasy XI и все дополнения к ней (продюсер)
- Final Fantasy III (DS-версия) (исполнительный продюсер, режиссёр)
- SaGa 2: Hihou Densetsu (DS-версия) (исполнительный продюсер, управляющий)
- Final Fantasy XIV (продюсер)